# Sandīān
Sandīān (persiska: سندیان) är en ort i Iran.   Den ligger i provinsen Gilan, i den nordvästra delen av landet, 290 km nordväst om huvudstaden Teheran. Antalet invånare är 519.
Terrängen runt Sandīān är platt åt nordost, men åt sydväst är den kuperad. Runt Sandīān är det ganska glesbefolkat, med 45 invånare per kvadratkilometer. Närmaste större samhälle är Reẕvānshahr, 2,8 km söder om Sandīān. Trakten runt Sandīān består till största delen av jordbruksmark.